# داستان واقعی (فیلم ۲۰۱۵)
داستان واقعی(True Story) یک فیلم مرموز هیجانی محصول ۲۰۱۵ آمریکاست که توسط روپرت گولد کارگردانی شده و نویسندگان آن گولد و دیوید کجگانیچ می‌باشند. این فیلم براساس شرح حالی نوشته مایکل فینکل است. جونا هیل، جیمز فرانکو، فلیسیتی جونز، گرچن مول، بتی گلیپین و جان شارین بازیگران این فیلم هستند.
فرانکو در نقش کریستین لانگو است؛ مردی تحت تعقیب اف بی آی که همسر و سه فرزندش را به قتل رسانده است. او در مکزیکو تحت نام مایکل فینکل، یک روزنامه‌نگار با بازی هیل، مخفی شده‌است. این فیلم ابتدا در فستیوال ساندنس فیلم ۲۰۱۵ روی پرده رفت و در ۱۷ آوریل ۲۰۱۵ در آمریکا به نمایش گذاشته شد. داستان فیلم به کاوش رابطه بین دو مرد بعد از ملاقات فینکل و لانگو در زندان می‌پردازد.

## داستان
همسر و سه فرزند مردی به نام کریستین لانگو به قتل می‌رسند و لانگو در مکزیکو توسط پلیس دستگیر می‌شود. او ادعا می‌کند خبرنگار نیویورک تایمز به نام مایکل فینکل است.
در نیویورک، فینکل یک خبرنگار جویای نام و موفق است. یک روز ویراستارهایش با او رودررو می‌شوند و او را متهم می‌کنند که داستانی که بر روی جلد مجله نیویورک تایمز زده بودند، تاحدی ساختگی بوده‌است. اگرچه فینکل سعی می‌کند از خود دفاع کند ولی اخراج می‌شود. او به مونتانا پیش همسرش، جیل، برمی گردد. سپس برای یافتن شغل تلاش می‌کند ولی بخاطر اخراج از تایمز موفق نیست.
فینکل با خبرنگاری از اوریگانین مواجه می‌شود که نظرش را دربارهٔ جعل هویت کریستین لانگو می‌پرسد. فینکل که از این قضیه مطلع نیست، کنجکاو می‌شود. قرار ملاقاتی با لانگو در زندان می‌گذارد. در طول اولین گفتگویشان، لانگو ادعا می‌کند چند سال است که کارهای فینکل را دنبال م کند و عاشق سبک نویسندگی اوست. لانگو قبول می‌کند که داستانش را به فینکل بگوید. اما در عوض فینکل نباید چیزی به کسی بگوید.
فینکل بشدت جذب لانگو می‌شود که گناهش را نمی‌پذیرد. او متقاعد می‌شود این داستان باارزش است و به ملاقات و مکاتبه با لانگو تا چندماه ادامه می‌دهد. فینکل نامه‌های متعددی از لانگو دریافت می‌کند؛ از جمله یک مجلد ۸۰صفحه‌ای به نام «چرخش‌های اشتباه» که شامل تمام اشتباهاتی است که لانگو در زندگیش کرده‌است. فینکل متوجه شباهت‌های زیادی بین خودشان می‌شود؛ از جمله تشابه‌هایی بین سبک نوشتن و نقاشی کردن در نامه‌های لانگو و یادداشت‌های شخصی خودش. درحالیکه پرونده قتل به محاکمه نزدیک می‌شود، شک فینکل دربارهٔ گناه لانگو بیشتر ی شود. لانگو به او می‌گوید که می‌خواهد از خودش دفاع کند و اینکه او خانواده اش را نکشته است.
در دفاعیه، لانگو بیان می‌کند که فقط همسر و یکی از دخترهایش را کشته و دوقتل دیگر را او انجام نداده است. باگیجی، فینکل به سراغش می‌رود. لانگو ادعا می‌کند باید از افرادی که نمی‌تواند نام ببرد محافظت کند. گرگ گنلی، کارآگاهی که دنبال لانگو بوده، به فینکل نزدیک می‌شود. او ادعا می‌کند لانگو بشدت خطرناک است و سعی می‌کند فینکل را راضی کند مکاتبات بینشان را به عنوان شواهد تحویل دهد اما فینکل نمی‌پذیرد.
جیل بارکر با حالتی بیمارگونه به دیدن لانگو در زندان می‌رود و زندگی‌نامه و شایعات پیرامون کارلو گزوالدو رو شرح می‌دهد.
در محاکمه، لانگو ماجراها را تعریف می‌کند. او ادعا می‌کند بعد از مشاجره‌ای با همسرش دربارهٔ مسائل مالی به خانه برمی گردد و می‌بیند دوتا از بچه‌هایش گمشده‌اند، یکی از دخترانش بیهوش است و همسرش گریه می‌کند و می‌گوید بچه‌ها را «در آب» گذاشته است. لانگو می‌گوید با خشمی ناگهانی همسرش را خفه می‌کند و بعد برای دلسوزی دخترش را می‌کشد. درطی شهادتش چندبار به تکنیک‌هایی اشاره می‌کند که در درس‌های نوشتن فینکل یاد گرفته بود.
لانگو برای تمام قتل‌ها مجرم شناخته شده و محکوم به مرگ می‌شود. در این زمان، او لبخند می‌زند و به فینکل چشمک می‌زند. فینکل، با خشم و تعجب، متوجه می‌شود در تمام این مدت از او دروغ شنیده و از او سوءاستفاده شده‌است. کمی بعد، فینکل در بخش اعدامی‌ها با لانگو ملاقات می‌کند. لانگو سعی می‌کند او را قانع کند که دیده همسرش در حال خفه کردن دخترشان بوده و بعد بیهوش شده و هیچ چیز از قتل‌ها به یاد ندارد. اما فینکل باور نمی‌کند.
در یک مراسم تبلیغاتی، فینکل بخشی از کتابش به نام «داستان واقعی» را می‌خواند. مخاطبان سوالاتی می‌پرسند و او تصور می‌کند لانگو در انتهای سالن ایستاده است. لانگو می‌گوید اگر او آزادیش را ازدست داده، فینکل هم باید چیزی را ازدست بدهد.